# Claudia Palacios
Claudia Isabel Palacios Giraldo (Cali, 1 de octubre de 1977) es una periodista, presentadora y escritora colombiana. 
Hasta los 15 años vivió en Palmira, municipio cercano a la capital vallecaucana donde estudió en el colegio es Sagrado Corazón de Jesús - Hermanas Bethlemitas. Luego se radicó en Bogotá donde estudió Periodismo y Comunicación Social en la Universidad Javeriana.

## Carrera en los medios

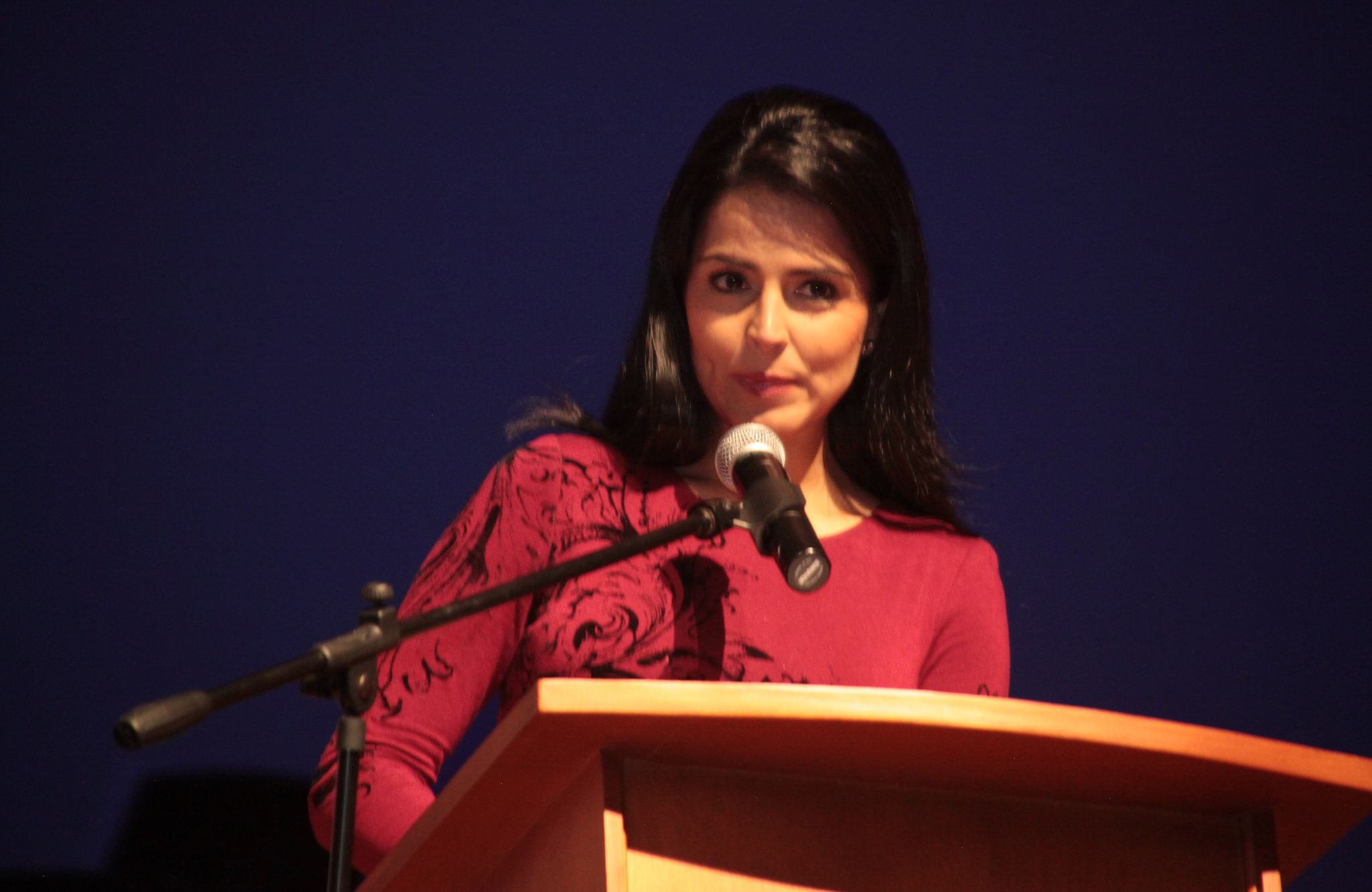
Claudia Palacios en la UNIMINUTO.

Graduada como periodista en la Pontificia Universidad Javeriana,
inició su carrera periodística en un programa de televisión llamado Ambientalizate, del Departamento Administrativo de Gestión del Medio Ambiente en Cali y producido por la Universidad del Valle Televisión.
Posteriormente hizo sus prácticas universitarias en el noticiero CM&.
En 1998 se vinculó a Noticias Caracol, como reportera en temas de salud y presentadora de las emisiones de los fines de semana y posteriormente hizo las emisiones de la mañana y el medio día de lunes a viernes.  
En agosto de 2004 se vinculó a CNN en Español, donde inició como presentadora del noticiero de los fines de semana “Mirador Mundial”, cubriendo las elecciones del continente americano durante seis años, huracanes, terremotos, crisis políticas, la muerte del Papa Juan Pablo II, entre muchos otros temas. En 2010 pasó a dirigir el magazín   “Encuentro”; de lunes a viernes. De manera simultánea creó y dirigió un programa de entrevistas en el que fueron protagonistas la mayoría de líderes latinoamericanos: el programa se llamó "Los Influyentes”.
Luiz Inacio Lula Da Silva, Evo Morales, la primera dama peruana Nadine Heredia, el pintor Fernando Botero, el cantante Carlos Vives, el Grupo Calle 13, entre otros, pasaron por este espacio. 
También presentó “Destinos”, el programa de viajes y turismo de CNN en Español y fue corresponsal de CNN en Colombia.
En 2012 decide regresar a Colombia e inicia su experiencia como periodista radial al unirse al equipo de la mesa de trabajo de La W. y en 2014, regresa al noticiero CM& de Canal Uno, como presentadora en la emisión de las 7 p. m.
En febrero de 2016 acepta ser Directora de Noticias en Canal Capital, canal público de Bogotá. Un año después, en abril de 2017 renuncia a este cargo y se convierte en directora de noticias, presentadora y entrevistadora del canal CityTV y desde mayo del 2017 es columnista del periódico El Tiempo.
En julio de 2019 regresa por tercera vez a CM& como conductora de la emisión central del noticiero y entre 2022 y 2024 hizo parte del programa Mañanas Blu 10:30 a. m.
Estos trabajos los combina con la consultoría y conferencias y talleres en temas de género, comunicación asertiva y actualidad sociopolítica, así como con la moderación de foros y presentación de eventos.

## Libros
El 20 de febrero de 2013 lanza su primer libro titulado: ¿Te vas o te quedas?, que es una compilación de treinta crónicas que tratan sobre la búsqueda del sueño americano y la incertidumbre de los inmigrantes por alcanzar el tan anhelado sueño o pesadilla americanos.
¿Te vas o te quedas? Es la recopilación de 10 historias de éxito y 20 de fracaso, que están encaminadas a dotar de herramientas a los futuros migrantes.
El 14 de octubre de 2015 da a la luz su segunda obra, Perdonar lo Imperdonable, con ochenta historias reales de personas que han sido víctimas de la violencia en Colombia y los pasos que han dado para lograr la paz, el perdón y la reconciliación.[cita requerida]
Las crónicas que componen Perdonar lo imperdonable muestran el conflicto armado colombiano ―ya sea de víctimas o de victimarios― quienes transformaron su tragedia en historias de inspiración a través del arte, la solidaridad, el deporte, el amor; nobles herramientas que con heroísmo sus protagonistas, hubieron renunciado a la venganza. 
El 25 de noviembre de 2019 lanza su tercer libro titulado: HemBRujaS Muchas Voces de una Lucha en la que faltan hombres, que contiene entrevistas en texto y video a 83 mujeres colombianas, que ejercen diversos roles, oficios o profesiones y que tienen variadas ideologías, trayectorias y nivel socioeconómico.

## Premios y reconocimientos
Recibió un premio por sus Logros Profesionales de la Cámara Junior de Colombia, en Palmira. 
Palacios fue declarada Mejor Presentadora de Noticias del Canal Caracol en dos ocasiones y fue seleccionada por la revista Fucsia como una de las cinco Mujeres Colombianas de 2004.
Mejor periodista de América Latina en 2009, por AS Cámaras de Comercio de América Latina.
Galardonada en México con el premio CELSAM (Centro de Estudios Latinoamericanos para la Salud de la Mujer) por sus reportaje en TV, acerca la prevención del embarazo en adolescentes.
Premio Simón Bolívar en 2014.
Nominada a los Emmy Awards desde 2013 hasta el 2015.
Premio de Periodismo Nacional CPB a Mejor Producción Bibliográfica 2020 por HemBRujaS, Muchas Voces de una Lucha en la que Faltan Hombres.
Premio India Catalina 2023 a Mejor presentador(a) de noticias.

## Vida personal
Vive en Bogotá con su hijo Pablo Marín. Es seguidora del equipo de fútbol Deportivo Cali.[cita requerida]